# Maui-Akepakleidervogel
Der Maui-Akepakleidervogel (Loxops ochraceus) ist eine höchstwahrscheinlich ausgestorbene Singvogelart aus der Gattung der Akepakleidervögel (Loxops) innerhalb der Tribus der Kleidervögel. Er war im Osten der Hawaii-Insel Maui heimisch. 

## Merkmale
Der Maui-Akepakleidervogel war mit einer Größe von 10 Zentimetern ein kleiner Kleidervogel und hatte einen konischen Schnabel. Die Schnabelhälften waren an der Spitze überkreuzt. Bei der Gefiederfärbung der Männchen werden zwei Farbmorphen unterschieden. Die gelbe Farbmorphe war leuchtend senfgelb, die rote Farbmorphe war durch eine rot-orange Färbung charakterisiert. Die Handschwingen, die Armschwingen, die Flügeldecken und die Schwanzfedern waren dunkelbraun mit gelben Säumen. Die Iris war dunkelbraun. Der Schnabel war hellgrau bis strohgelb und hatte manchmal eine dunkle Spitze. Die Beine waren schwarz. 
Die Weibchen waren stumpf graugrün, dunkler am Oberkopf und am Rücken. Die Flügel und der Schwanz waren dunkel braungrau mit graugrünen Säumen. Manche Exemplare hatten eine gelbliche Tönung an der Kehle und an der Oberbrust. Die juvenilen Vögel sahen den Weibchen ähnlich, bei ihnen fehlte jedoch der Gelbanteil an der Kehle. Über die Lautäußerungen liegen kaum Informationen vor, der Ruf soll dem des Hawaii-Akepakleidervogels (Loxops coccineus) ähnlich gewesen sein.

## Lebensraum
Der Maui-Akepakleidervogel bewohnte sowohl Regenwälder, die von Eisenhölzern und Koa-Akazien dominiert sind, als auch trockene Koa-Akazien-Wälder.

## Lebensweise
Der Maui-Akepakleidervogel war ein Standvogel. Raupen, Insekten und Spinnen machten den Hauptbestand der Nahrung aus, die er mit Hilfe seines asymmetrischen Schnabels durch das Absuchen der mit Spinnen- oder Raupenseide zusammengebundenen Blätter der Ohia-Bäume oder Koa-Akazien oder durch das Herumstochern in den Knospenschuppen erbeutete. Selten erfolgte eine Aufnahme von Nektar der Ohia-Blüten. Die einzigen Beobachtungen zum Fortpflanzungsverhalten erfolgten im Jahr 1903. Dabei wurde ein möglicher Balzflug, ähnlich dem des Hawaii-Akepakleidervogels dokumentiert und ein Paar baute ein Nest in einem Ohia-Baum. Das Nistmaterial bestand aus Pulu, einem faserigen oder flaumigen Produkt von Baumfarnen der Gattung Cibotium.

## Status
Nach einem Letztnachweis im Jahre 1988 gilt der Maui-Akepakleidervogel als höchstwahrscheinlich ausgestorben. Mögliche Audioaufzeichnungen während Suchexpeditionen in den 1990er-Jahren sind unbestätigt und Suchen nach der Art blieben ergebnislos. Alle 62 Exemplare in den Museumssammlungen wurden zwischen 1879 und 1900 gesammelt. Vor der Besiedlung Mauis durch den Menschen war der Maui-Akepakleidervogel vermutlich auf ganz Maui verbreitet, seit den 1880er-Jahren beschränkte sich das Vorkommen jedoch auf die oberen Höhenlagen des Haleakalā-Vulkans. Die letzten Beobachtungen erfolgten dort an den Nord- und Osthängen.

## Systematik
Der Maui-Akepakleidervogel galt zeitweise als Unterart des Hawaii-Akepakleidervogels. Auf der Basis von DNA-Analysen sowie Unterschieden in der Gefiederfärbung und im Nistverhalten konnte der US-amerikanische Ornithologie Harold Douglas Pratt jedoch 2001 nachweisen, dass es sich beim Maui-Akepakleidervogel um eine eigenständige Art handelt.